# George van Raemdonck
George van Raemdonck (Antwerpen, 28 augustus 1888 – Boechout, 26 januari 1966) was een Belgisch striptekenaar, cartoonist, boekillustrator, boekbandontwerper en kunstschilder die in Nederland werkzaam was. Van Raemdonck was niet de eerste Nederlandse, maar wel de eerste Vlaamse striptekenaar. In Vlaanderen genoot hij echter veel minder bekendheid dan in Nederland.

## Levensloop
Van Raemdoncks vader, apotheker van beroep, was tevens een bekwaam tekenaar. Omdat Van Raemdonck beschikte over muzikaal talent, zond zijn vader hem naar het conservatorium om viool te studeren. Tegelijkertijd legde hij zich toe op schilderen en in 1903, vijftien jaar oud, schreef hij zich in bij de Koninklijke Academie voor Schone Kunsten van Antwerpen, waar hij les kreeg van Franz Courtens en waar hij in 1913 de De Keyers-prijs ontving. In die tijd tekende hij al illustraties bij verschillende volksromans en voor het geïllustreerde weekblad Lange Wapper.
Vanwege de Eerste Wereldoorlog vluchtte Van Raemdonck op 9 oktober 1914 met vrouw en kind naar Nederland, waar hij politieke prenten ging tekenen voor De Amsterdammer (nu De Groene Amsterdammer). Zijn eerste 'kartoen' 'De dikke Bertha', gebaseerd op het reuzekanon van het Duitse leger, verscheen in De Amsterdammer op 6 december 1914.

### Samenwerking met A.M. de Jong
De Nederlandse schrijver A.M. de Jong was onder de indruk van Van Raemdoncks werk en vroeg hem eind 1917 het kinderboek Vacantiedagen te illustreren. Er ontstond een vriendschap tussen de twee. In 1920 stapte Van Raemdonck over naar De Notenkraker, waarvoor hij veel politieke tekeningen maakte tot het einde van het blad in juli 1936. In dit blad ageerde de kunstenaar reeds vanaf 1932 tegen Hitler en het nazisme.
In 1922 trok De Jong hem aan voor het maken van tekeningen voor de tekststrip 'Bulletje en Boonestaak'. Deze strip verscheen vanaf 2 mei 1922 vijftien jaar lang, tot en met 17 november 1937 in Het Volk en Voorwaarts. De strip wordt tegenwoordig als een klassieker beschouwd, mede vanwege de gedurfde tekeningen. Regelmatig liet Van Raemdonck De Jong in zijn tekeningen optreden en De Jong op zijn beurt trachtte Van Raemdonck nogal eens in zijn tekst te verwerken.
De tekststrip 'Appelsnoet en Goudbaard', opnieuw een samenwerking van Van Raemdonck en De Jong, verscheen tussen 1925 en 1927 in het tijdschrift Blue Band (van de fabrikant van de Blue Band-margarine).
Minder bekend is de dierenstrip 'De Stoute streken van Boefie en Foefie, de rattenbengels', een strip over ratjes die hij tekende in 1931 en die verscheen in de regionale krant Utrechts Nieuwsblad en in Voorwaarts.
In 1928 verhuisde Van Raemdonck terug naar België en pakte hij zijn schilderwerk weer op, maar hij bleef nauw samenwerken met De Jong. De samenwerking kwam abrupt ten einde toen De Jong tijdens de Tweede Wereldoorlog om het leven kwam door een aanslag door Nederlandse SS'ers.

### Samenwerking met A.D. Hildebrand
Van Raemdonck maakte ook de illustraties van het door A.D. Hildebrand geschreven kinderboek Belfloor en Bonnevue, de twee goede reuzen, dat in 1938 verscheen met 44 tekeningen. Hierop kwam in 1941 een vervolg, Nieuwe avonturen van Belfloor en Bonnevue, een boek met 46 prenten. Beide boeken werden uitgegeven door De Arbeiderspers te Amsterdam.

### Samenwerking met Jef van Droogenbroeck
Na de oorlog ontstond in België een hechte samenwerking tussen Van Raemdonck en de schrijver L. Roelandt (pseudoniem van J.H. van Droogenbroeck), wat resulteerde in de tekststrip 'Tijl Uilenspiegel', die van 1951 tot 1953 in het dagblad Vooruit verscheen in een tempo van twee prenten per dag. In 1962, tot aan 1965, hervatte dagblad Vooruit deze strip met vier prenten per week. Andere strips die Van Raemdonck samen met L. Roelandt maakte, waren 'Tijl Uilenspiegel's grote tocht' (een vervolg op 'Tijl Uilenspiegel'), 'Smidje Smee' en 'Robinson Crusoë'. Al deze strips verschenen in boekvorm uitgegeven door De Vlam in Gent, met uitzondering van 'Tijl Uilenspiegel's grote tocht'.

### Boechoutse periode
In 1947 vestigde Van Raemdonck zich in Boechout, waar hij de laatste jaren van zijn leven woonde en werkte aan de Dokter Theo Tutsstraat 39. Op de hoek van zijn straat lag Café Sportbors, dat hij regelmatig frequenteerde. Hij tekende in de loop der jaren vele karikaturen en portretten van Boechoutenaren op bierviltjes, die werden gebundeld in het boek Boechoutse koppen: Bierviltjes van George van Raemdonck (Boechout 2009).
Van Raemdonck overleed in Boechout op 26 januari 1966 op 77-jarige leeftijd en werd te ruste gelegd op de gemeentelijke begraafplaats aan de Hovesesteenweg.
Het gemeentelijk park recht tegenover zijn huis in de Dokter Theo Tutsstraat is 'George van Raemdonckpark' genaamd. In het park staat een klein monument getiteld Bulletje & Boonestaak, een bronzen sculptuur van de twee stripfiguren vervaardigd door de Boechoutse kunstenaar François Blommaerts. Aan de gevel van Van Raemdoncks woonhuis is een bronzen gedenkplaat met de beeltenis van de kunstenaar aangebracht, gemaakt door Eric Verlinden, eveneens een Boechouts kunstenaar. In Boechout bevindt zich ook een 'George van Raemdoncklaan'.
- Digitale Bibliotheek voor de Nederlandse Letteren: raem003
- Gemeinsame Normdatei: 172666252
- International Standard Name Identifier: 0000 0000 9197 1005
- Library of Congress Control Number: n80132846
- Nationale Bibliotheek van Israël: 987007438176505171
- Nederlandse Thesaurus van Auteursnamen: 071317708
- RKD-Nederlands Instituut voor Kunstgeschiedenis: 96392
- Union List of Artist Names: 500165085
- Virtual International Authority File: 134773747
- WorldCat: E39PBJgxwpqYdgWMfMvgrJvT73